# NGC 1243
NGC 1243 est une paire d'étoiles située dans la constellation de l'Éridan. L'astronome britannique John Herschel a enregistré la position de cette paire d'étoiles le 6 janvier 1831. 

## Rréférences
1. ↑   « Les données de «Revised NGC and IC Catalog by Wolfgang Steinicke», NGC 1000 à 1099 », sur astrovalleyfield.com (consulté le 6 janvier 2024)
2. 1 2  (en) Courtney Seligman, « Celestial Atlas Table of Contents, NGC 1243 » (consulté le 17 juillet 2022).